# نیکی سرلنگا
نیکی سرلنگا (انگلیسی: Nikki Serlenga؛ زادهٔ ۲۰ ژوئن ۱۹۷۸) بازیکن فوتبال اهل ایالات متحده آمریکا بود.
وی به‌همراه تیم ملی فوتبال زنان ایالات متحده آمریکا در بازی‌های المپیک تابستانی ۲۰۰۰ به مدال مدال نقره دست پیدا کرده‌است.